# Terrorisme en 1957

## Événements

### Janvier
- 21 janvier, États-Unis : George Metesky, alias Mad Bomber, est arrêté à New York, après une vague d'attentats (22 explosions, 15 blessés) dans les années précédentes[1].

### Mai
- 28 mai, Algérie française : assassinat des 303 habitants du village de Melouza (Mechta-Kasbah) par le FLN[2]

### Juin
- 9 juin, Algérie française : un attentat au casino de la Corniche à Alger, où une bombe posée par le FLN fait 8 morts et 92 blessés[3].